# Natație la Jocurile Olimpice de vară din 2020 - 100 m spate (feminin)
Proba de 100 de metri spate feminin de la Jocurile Olimpice de vară din 2020 a avut loc în perioada 25-27 iulie 2021 la Tokyo Aquatics Centre.

## Recorduri
Înaintea acestei competiții, recordurile mondiale și olimpice erau următoarele:
| Record  | Atlet               | Timp  | Loc                    | Data          |
| ------- | ------------------- | ----- | ---------------------- | ------------- |
| Mondial | Regan Smith (SUA)   | 57,57 | Gwangju, Coreea de Sud | 28 iulie 2019 |
| Olimpic | Emily Seebohm (AUS) | 58,23 | Londra, Marea Britanie | 29 iulie 2012 |

## Program
Orele sunt ora Japoniei (UTC+9) 
| Data                    | Timp  | Etapă      |
| ----------------------- | ----- | ---------- |
| Duminică, 25 iulie 2021 | 19:00 | Calificări |
| Luni, 26 iulie 2021     | 11:53 | Semifinale |
| Marți, 27 iulie 2021    | 10:51 | Finala     |

## Rezultate

### Calificări
Înotătoarele cu cei mai buni 16 timpi au avansat în semifinale.
| Loc | Serie | Culoar | Înotător            | Țară                       | Timp    | Note  |
| --- | ----- | ------ | ------------------- | -------------------------- | ------- | ----- |
| 1   | 6     | 4      | Kaylee McKeown      | Australia                  | 57,88   | C, RO |
| 2   | 5     | 4      | Regan Smith         | Statele Unite ale Americii | 57,96   | C     |
| 3   | 4     | 4      | Kylie Masse         | Canada                     | 58,17   | C     |
| 4   | 6     | 5      | Kathleen Dawson     | Marea Britanie             | 58,69   | C     |
| 5   | 6     | 3      | Emily Seebohm       | Australia                  | 58,86   | C     |
| 6   | 5     | 5      | Rhyan White         | Statele Unite ale Americii | 59,02   | C     |
| 7   | 5     | 3      | Kira Toussaint      | Olanda                     | 59,21   | C     |
| 8   | 4     | 3      | Margherita Panziera | Italia                     | 59,74   | C     |
| 9   | 5     | 1      | Peng Xuwei          | China                      | 59,78   | C     |
| 10  | 5     | 6      | Maria Kameneva      | COR                        | 59,88   | C     |
| 11  | 4     | 5      | Taylor Ruck         | Canada                     | 59,89   | C     |
| 12  | 4     | 7      | Anastasia Gorbenko  | Israel                     | 59,90   | C     |
| 13  | 4     | 6      | Anastasia Fesikova  | COR                        | 59,92   | C     |
| 14  | 6     | 2      | Cassie Wild         | Marea Britanie             | 59,99   | C     |
| 15  | 5     | 7      | Maaike de Waard     | Olanda                     | 1:00,03 | C     |
| 16  | 4     | 1      | Anna Konishi        | Japonia                    | 1:00,04 | C     |
| 17  | 3     | 2      | Mimosa Jallow       | Finlanda                   | 1:00,06 |       |
| 18  | 5     | 8      | Katalin Burián      | Ungaria                    | 1:00,07 |       |
| 18  | 6     | 8      | Ingeborg Løyning    | Norvegia                   | 1:00,07 |       |
| 20  | 4     | 8      | Lee Eun-ji          | Coreea de Sud              | 1:00,14 |       |
| 21  | 5     | 2      | Michelle Coleman    | Suedia                     | 1:00,54 |       |
| 22  | 6     | 7      | Chen Jie            | China                      | 1:00,63 |       |
| 23  | 3     | 5      | Béryl Gastaldello   | Franța                     | 1:00,69 |       |
| 24  | 6     | 1      | Laura Riedemann     | Germania                   | 1:00,81 |       |
| 25  | 3     | 3      | Danielle Hill       | Irlanda                    | 1:00,86 |       |
| 26  | 3     | 6      | Stephanie Au        | Hong Kong                  | 1:01,07 |       |
| 27  | 4     | 2      | Simona Kubová       | Cehia                      | 1:01,35 |       |
| 28  | 2     | 5      | Tatiana Salcuțan    | Republica Moldova          | 1:01,59 |       |
| 29  | 3     | 8      | Lena Grabowski      | Austria                    | 1:01,80 |       |
| 30  | 3     | 1      | Daryna Zevina       | Ucraina                    | 1:01,97 |       |
| 31  | 2     | 7      | McKenna DeBever     | Peru                       | 1:02,09 |       |
| 32  | 3     | 7      | Isabella Arcila     | Columbia                   | 1:02,28 |       |
| 33  | 2     | 4      | Ali Galyer          | Noua Zeelandă              | 1:02,65 |       |
| 34  | 1     | 5      | Donata Katai        | Zimbabwe                   | 1:02,73 |       |
| 35  | 2     | 6      | Krystal Lara        | Republica Dominicană       | 1:03,07 |       |
| 36  | 2     | 3      | Celina Márquez      | El Salvador                | 1:03,75 |       |
| 37  | 2     | 1      | Danielle Titus      | Barbados                   | 1:04,53 |       |
| 38  | 2     | 2      | Felicity Passon     | Seychelles                 | 1:04,66 |       |
| 39  | 1     | 4      | Maana Patel         | India                      | 1:05,20 |       |
| 40  | 2     | 8      | Diana Nazarova      | Kazahstan                  | 1:06,99 |       |
| 41  | 1     | 3      | Kimberly Ince       | Grenada                    | 1:10,24 |       |
| —   | 3     | 4      | Louise Hansson      | Suedia                     | NS      |       |
| —   | 6     | 6      | Anastasiya Shkurdai | Belarus                    | NS      |       |

### Semifinale
Înotătoarele cu cei mai buni 8 timpi au avansat în finală.
| Loc | Serie | Culoar | Înotătoare          | Țară                       | Timp    | Note  |
| --- | ----- | ------ | ------------------- | -------------------------- | ------- | ----- |
| 1   | 1     | 4      | Regan Smith         | Statele Unite ale Americii | 57,86   | C, RO |
| 2   | 2     | 5      | Kylie Masse         | Canada                     | 58,09   | C     |
| 3   | 2     | 4      | Kaylee McKeown      | Australia                  | 58,11   | C     |
| 4   | 1     | 3      | Rhyan White         | Statele Unite ale Americii | 58,46   | C     |
| 5   | 1     | 5      | Kathleen Dawson     | Marea Britanie             | 58,56   | C     |
| 6   | 2     | 3      | Emily Seebohm       | Australia                  | 58,59   | C     |
| 7   | 2     | 6      | Kira Toussaint      | Olanda                     | 59,09   | C     |
| 8   | 1     | 7      | Anastasia Gorbenko  | Israel                     | 59,30   | C, RN |
| 9   | 2     | 7      | Taylor Ruck         | Canada                     | 59,45   |       |
| 10  | 1     | 2      | Maria Kameneva      | COR                        | 59,49   |       |
| 11  | 1     | 6      | Margherita Panziera | Italia                     | 59,75   |       |
| 12  | 2     | 2      | Peng Xuwei          | China                      | 59,98   |       |
| 13  | 1     | 8      | Anna Konishi        | Japonia                    | 1:00,07 |       |
| 14  | 1     | 1      | Cassie Wild         | Marea Britanie             | 1:00,20 |       |
| 14  | 2     | 1      | Anastasia Fesikova  | COR                        | 1:00,20 |       |
| 16  | 2     | 8      | Maaike de Waard     | Olanda                     | 1:00,49 |       |

### Finala
| Loc | Culoar | Înotătoare         | Țară                       | Timp  | Note |
| --- | ------ | ------------------ | -------------------------- | ----- | ---- |
| 1   | 3      | Kaylee McKeown     | Australia                  | 57,47 | RO   |
| 2   | 5      | Kylie Masse        | Canada                     | 57,72 |      |
| 3   | 4      | Regan Smith        | Statele Unite ale Americii | 58,05 |      |
| 4   | 6      | Rhyan White        | Statele Unite ale Americii | 58,43 |      |
| 5   | 7      | Emily Seebohm      | Australia                  | 58,45 |      |
| 6   | 2      | Kathleen Dawson    | Marea Britanie             | 58,70 |      |
| 7   | 1      | Kira Toussaint     | Olanda                     | 59,11 |      |
| 8   | 8      | Anastasia Gorbenko | Israel                     | 59,53 |      |